# 행진 (음반)
《행진》은 1985년 9월 10일 발매된 대한민국의 밴드 들국화의 첫 번째 정규 음반이다. 1985년에 발매되었고, 1991년에 CD로 재발매되었다. ‘80년대 새로운 음악의 시작’, '80년대 중·후반 한국대중음악의 르네상스’를 열었다는 평가를 받는다.  45명의 선정위원으로부터 207점을 받아 한국대중음악 100대 명반 1위에 선정되었다. 음반은 약 180만 장이 팔린 것으로 추정된다.

## 제작과 녹음
녹음에는 당시 그룹 '믿음 소망 사랑'으로 활동하던 주찬권과 최구희가 세션으로 참여했다. 음반 전체를 녹음하는데에는 약 1~2개월 정도가 걸렸으며, 멀티트랙 녹음으로, 24트랙 녹음이 이루어졌다. 주로 카세트를 이용하여 곡 작업을 했다. 《행진》은 한국에서 최초로 16채널 녹음이 도입된 음반이다.
〈행진〉은 전인권이 작사·작곡을 맡았고, 최성원과 허성욱이 편곡한 곡이다. 전인권은 이 곡을 제작자가 재촉하여 맨 마지막에 작곡했다며, "음악이 아니라 안간힘으로 만든 앨범"이라고 말했다. 최성원은 자신이 군에 있을 때 또는 제대 직후의 심정을 나타낸 〈그것만이 내 세상〉, 음반 제작 전에 만들어진 〈더 이상 내게〉, 그리고 〈매일 그대와〉를 작곡했다. 〈그것만이 내 세상〉과 〈매일 그대와〉는 이 음반이 나오기 1년 전에 컴필레이션 《우리 노래 전시회 I》에 각각 전인권, 강인원의 노래로 실린 바 있다.
조덕환은 〈세계로 가는 기차〉, 〈아침이 밝아올 때까지〉, 〈축복합니다〉를 작곡했다. 〈세계로 가는 기차〉는 1집 나오기 두 달 전에 만들어졌으며, 1988년 서울 올림픽을 기다리는 청년의 마음을 표현한 것이다. 〈아침이 밝아올 때까지〉는 "내용 개념이 남자의 노래이니까 이상적인 여인상을 바라는 마음"을 담았다고 말했다. 〈축복합니다〉는 그가 20대일 때 외교관 영사로 출국하는 형을 멀리 떠나보내는 감성을 표현했다.
당시 발매되는 음반에 통상적으로 들어가는 건전가요를 그대로 쓰지 않고, 〈우리의 소원〉을 아카펠라로 불러 수록했다. 이 곡은 1991년에 나온 CD에는 누락되었다.

## 커버

《Let It Be》의 커버

커버의 앞면은 비틀즈의 마지막 정규 음반 《Let It Be》의 오마주다. 2003년 최성원은 전인권과 그의 관계가 레논-매카트니와 비슷한 게 아니냐는 질문의 대답에서, 이를 전인권의 아이디어로 만든 것이라고 말했다.
겉으로 보이는 진짜 속 이야기와는 다를 수밖에 없어요. 레논과 매카트니와의 비교도 그저 비교일 뿐이겠죠. 그런데 원래 존 레논은 (전)인권이가 좋아했었고 나는 폴 매카트니를 좋아한 것은 사실이에요. 1집의 커버들 비틀즈의 《Let It Be》처럼 만든 것도 (전)인권이의 아이디어입니다.

하지만 조덕환은 2011년 《이즘》과의 인터뷰에서 《Let It Be》를 염두에 둔 것은 아니라고 말했다.
저희는 그냥 삼청동에 가서 포토그래퍼가 4명을 찍어서 그렇게 나온 거지(웃음), 뭐 의도하고 그런 것은 없었어요. 제가 알기로는 그 당시 일반적으로 밴드 구성이 4명이었고 그런 앨범들이 많았어요. 《Let It Be》를 겨냥한 것이 아닌데 대중은 그렇게 생각하시더라고요.

1집 때에 주찬권과 최구희는 정식 멤버가 아니라 세션이어서 커버에 실리지 못했다.

## 평가와 유산
| 전문가 평가 | 전문가 평가 |
| 평가 점수   | 평가 점수   |
| 출처        | 점수        |
| ----------- | ----------- |
| 웨이브      | [ 6 ]       |
| 이즘        | (명반)      |

《행진》은 음악 비평가의 극찬을 받았다. 《서브》지의 황정은 음반에 대해 "〈그것만이 내 세상〉에서의 전인권의 절규와 〈매일 그대와〉에서 보여준 최성원의 감성 어린 목소리, 허성욱의 절제된 건반, 〈아침이 밝아올 때까지〉에서 나타난 조덕환의 곡 쓰기 그리고 최구희, 주찬권, 이원재 등 당시 최고의 세션맨 등 이 모든 것들은 얼마나 이 음반이 철저한 싱어 송라이터의 감각과 역량으로 라이브를 위한 라이브의 감성으로 만들어진 것인지를 가늠케 해준다"고 평했다.
《이즘》의 임진모는 "한국 록의 소생을 밝힌 앨범. 동시에 토종 밴드의 승전보였으며, 비주류의 가능성 확인이기도 했다. 전설 중에서도 맨 꼭대기에 위치해야 할 작품이다."라고 찬사를 보냈다. 평론가 최지호는 "들국화 뿐만 아니라 그들 이후의 어떤 뮤지션도 이 앨범에 필적할만한 성과를 거두지 못했다. 어쩌면 80년대 후반의 한국 대중음악 르네상스는 이 앨범이 있었기에 출발을 알리는 신호탄 소리를 들었을지도 모른다."고 극찬했다. 대중음악 웹진 《웨이브》의 이용우는 "한국 대중음악에서 손꼽히는 명반이란 평가에 걸맞게, 이 음반은 작곡, 편곡, 연주, 녹음 등 스튜디오 음반이 가질 수 있는 예술성을 두루 갖춘 걸작이다."라고 평하며 10점 만점에 10점을 주었다.
《행진》은 한국 록 음악을 몇 단계 끌어올렸으며, 또한 언더그라운드를 폭발시킨 촉매제와 같은 역할을 했다고 여겨진다. 네이버의 《한국 대중가요 앨범 6000》은 "들국화 1집 발표 이후, 오늘날 거장으로 불리는 수많은 뮤지션이 어디엔가 숨어 있다 튀어나온 것처럼 연이어 등장했다. 이들이 다양성과 완성도를 갖춘 앨범을 발표하면서, 주류 히트곡과 작가주의 앨범 음악이 공존하는 ‘한국 대중음악의 르네상스’가 열렸다. 작품성과 음악적 파급력까지 포괄한다면, 들국화 1집은 1980년대 새로운 록 음악의 시작으로 봐도 무방하다."고 설명했다.

## 곡 목록
- B면 마지막 트랙에 실린 〈우리의 소원〉은 건전가요이다.

| #            | 제목                 | 작사·작곡    | 재생 시간 |
| ------------ | -------------------- | ------------ | --------- |
| 1.           | 〈행진〉             | 전인권       | 5:10      |
| 2.           | 〈그것만이 내세상〉  | 최성원       | 5:31      |
| 3.           | 〈세계로 가는 기차〉 | 조덕환       | 3:18      |
| 4.           | 〈더 이상 내게〉     | 최성원       | 3:50      |
| 5.           | 〈축복합니다〉       | 조덕환       | 4:19      |
| 총 재생 시간 | 총 재생 시간         | 총 재생 시간 | 22:08     |

| #            | 제목                    | 작사·작곡    | 재생 시간 |
| ------------ | ----------------------- | ------------ | --------- |
| 1.           | 〈사랑일 뿐이야〉       | 최성원       | 5:27      |
| 2.           | 〈매일 그대와〉         | 최성원       | 3:35      |
| 3.           | 〈오후만 있던 일요일〉  | 이병우       | 6:04      |
| 4.           | 〈아침이 밝아올때까지〉 | 조덕환       | 5:19      |
| 5.           | 〈우리의 소원〉         |              | 1:50      |
| 총 재생 시간 | 총 재생 시간            | 총 재생 시간 | 22:17     |

## 참여 인원
- 전인권 - 보컬, 어쿠스틱 기타
- 최성원 - 보컬, 베이스, 어쿠스틱 기타, 신시사이저
- 조덕환 - 보컬, 기타, 어쿠스틱 기타
- 주찬권 - 드럼
- 최구희 - 기타
- 허성욱 - 피아노, 신시사이저
- 이원재 - 클라리넷
- 최세영 - 녹음 엔지니어
- 커버 아트 - 김우환
- 커버 디자인 - 이제락
- 사진 - 김정수
- 제작 - 김영